# My Hero Academia: Misión mundial de héroes
My Hero Academia: Misión mundial de héroes (僕のヒーローアカデミア：ワールドヒーローズミッション Boku no hīrōakademia: Wārudohīrōzumisshon?) es una película de anime de superhéroes, y la tercera película basada en el manga My Hero Academia de Kōhei Horikoshi. La película fue dirigida por Kenji Nagasaki, producida por Bones, y se estrenó el 6 de agosto de 2021 en Japón.

## Sinopsis
Izuku Midoriya (Deku), Katsuki Bakugo (Dynamight) y Shoto Todoroki (Shoto), quienes actualmente se encuentran realizando prácticas en la agencia de Enji Todoroki (Endeavor), son escogidos para ir a un país lejano llamado 'Oseon' (basado en la famosa ciudad de Lisboa Portugal). No obstante, durante el transcurso de esta operación, Midoriya se involucra en un evento que hace que se convierta en uno de los criminales más buscados a nivel mundial. En pleno caos, el grupo 'Humarize' anuncia públicamente que son ellos los responsables de todo.

## Reparto
| Personaje                        | Seiyū               | Actor de doblaje       |
| -------------------------------- | ------------------- | ---------------------- |
| Izuku Midoriya/Deku              | Daiki Yamashita     | Sebastián Reggio       |
| Katsuki Bakugō/Dynamight         | Nobuhiko Okamoto    | Rómulo Bernal          |
| Shōto Todoroki/Shoto             | Yūki Kaji           | Juan Felipe Sierra     |
| Enji Todoroki/Endeavor           | Tetsu Inada         | Manuel Bastos          |
| Keigo Takami/Hawks               | Yuichi Nakamura     | Miguel Ángel Leal      |
| Fumikage Tokoyami/Tsukuyomi      | Yoshimasa Hosoya    | Jonathan Ramírez       |
| Rody Soul                        | Ryō Yoshizawa       | Samuel Lazcano         |
| Rody Soul                        | Arisa Sekine (niño) | Denisse Leguizamo      |
| Pino                             | Megumi Hayashibara  | Isis Cristal Leyva     |
| Claire Voyance                   | Yōko Honna          | Denisse Leguizamo      |
| Flect Turn                       | Kazuya Nakai        | Gabriel Basurto        |
| Beros                            | Mariya Ise          | Pilar Soto             |
| Sidero                           | Yūichirō Umehara    | Miguel Sahid           |
| Serpenters                       | Junya Enoki         | James Arias            |
| Leviathan                        | Shōgo Sakata        | Enzo Miranda           |
| Alan Kay                         | Hirofumi Nojima     | Yuval Benamú           |
| Salaam                           | Takuma Miyazono     | Alejandro Graue        |
| Eijiro Kirishima/Red Riot        | Toshiki Masuda      | Ledner Belisario       |
| Kyoka Jiro/Earphone Jack         | Kei Shindō          | Patricia Azan          |
| Tetsutetsu Tetsutetsu/Real Steel | Koji Okino          | Christian Marval       |
| Tamaki Amajiki/Suneater          | Yūto Uemura         | Pablo Azar             |
| Kugo Sakamata/Gang Orca          | Shuhei Matsuda      | Raúl Reyes             |
| Taishiro Toyomitsu/Fat Gum       | Kazuyuki Okitsu     | José Antonio Macías    |
| Moe Kamiji/Burnin                | Misato Kawauchi     | Gigliola Mariangel     |
| Ochako Uraraka/Uravity           | Ayane Sakura        | Andrea Villaverde      |
| Tsuyu Asui/Froppy                | Aoi Yūki            | María José Estévez     |
| Momo Yaoyorozu/Creati            | Marina Inoue        | María José Estévez     |
| Nejire Hado/Nejire-chan          | Kiyono Yasuno       | Carolina Ayala         |
| Ryuko Tatsuma/Ryukyu             | Kaori Yagi          | Carolina Capiello      |
| Denki Kaminari/Chargebolt        | Tasuku Hatanaka     | Juan Sebastián Naranjo |
| Hanta Sero/Cellophane            | Kiyotaka Furushima  | Braulio Hernández      |
| Mezo Shoji/Tentacole             | Masakazu Nishida    | Ernesto Rumbaut        |
| Shinji Nishiya/Kamui Woods       | Masamichi Kitada    | Sergio Romero          |
| Yu Takeyama/Mt. Lady             | Kaori Nazuka        | Paula Andrea Barros    |
| Shinya Kamihara/Edgeshot         | Kenta Kamakari      | Alex Ruiz              |
| Setsuna Tokage/Lizardy           | Aoi Yuuki           | Ivanna Ochoa           |
| Minoru Mineta/Grape Juice        | Ryō Hirohashi       | Paula Andrea Barros    |
| Hizashi Yamada/Present Mic       | Hiroyuki Yoshino    | Jorge Luis García      |
| Toshinori Yagi/All Might         | Kenta Miyake        | Orlando Noguera        |

## Estreno
Tōhō estrenó la película en los cines de Japón el 6 de agosto de 2021, recaudando 310 millones de yenes (unos 2,81 millones de dólares) en su día de estreno, con una venta aproximada de 240.000 entradas.
Funimation estrenó la película en cines internacionales a partir del 29 de octubre de 2021. La película se estrenó subtitulada y cuenta con doblaje en inglés, español latino, español ibérico, y portugués brasileño, según el mercado disponible. Selecta Visión se encargó de la distribución de la película en cines de España, y su estreno se produjo el 12 de noviembre de 2021. Sony Pictures Releasing distribuyó la película en cines de Latinoamérica, estrenándola a partir del 6 de enero de 2022.